# Cichla
Cichla es un género de quince especies descritas de peces de la familia de las Cichlidae. Kullander & Ferreira (2006) describieron a nueve especies hace poco  y sugieren que el género puede incluir a 5-15 más especies, aún por describir. 
El género incluye importantes peces de acuario, como Cichla orinocensis. Las especies de Cichla están entre los más grandes cíclidos, con una especie, (C. temensis), de más de 90 cm. Son ampliamente conocidas por ser especies típicas de pesca deportiva donde son conocidos como "peacock bass", además de ser criados en la piscicultura por su sabrosa carne, además de ser los únicos controles biológicos efectivos contra las tilapias, debido a su enorme tamaño (120 a 180 cm), su feroz comportamiento y voraz apetito. Fueron introducidos, en general en embalses, en varias cuencas alrededor del mundo debido al interés de la pesca deportiva. Generan impactos en la comunidad de peces nativos cuando son introducidos, reduciendo la diversidad, especialmente de las espécies de talla pequeña.

## Especies
- Cichla intermedia Machado-Allison, 1971
- Cichla jariina Kullander & Ferreira, 2006
- Cichla kelberi Kullander & Ferreira, 2006
- Cichla melaniae Kullander & Ferreira, 2006
- Cichla mirianae Kullander & Ferreira, 2006
- Cichla monoculus Spix & Agassiz, 1831
- Cichla nigromaculata Jardine & Schomburgk, 1843
- Cichla ocellaris Bloch & Schneider, 1801
- Cichla orinocensis Humboldt, 1821
- Cichla pinima Kullander & Ferreira, 2006
- Cichla piquiti Kullander & Ferreira, 2006
- Cichla pleiozona Kullander & Ferreira, 2006
- Cichla temensis Humboldt, 1821
- Cichla thyrorus Kullander & Ferreira, 2006
- Cichla vazzoleri Kullander & Ferreira, 2006

Hay muchos nombres comunes para estos peces, en Brasil. El más popular es tucunaré.   